# Mount Hermon (Wirginia)
Mount Hermon – jednostka osadnicza w Stanach Zjednoczonych, w stanie Wirginia, w hrabstwie Pittsylvania.